# Космос-50
Космос-50 је један од преко 2400 совјетских вјештачких сателита лансираних у оквиру програма Космос.
Космос-50 је лансиран са космодрома Тјуратам, Бајконур, СССР, 28. октобра 1964. Ракета-носач Р-7 Семјорка (рус. Семёрка) (8К71, НАТО ознака SS-6 Sapwood) са додатим степеном је поставила сателит у орбиту око планете Земље. Маса сателита при лансирању је износила 4730 килограма. Космос-50 је био осматрачки сателит.